# Riel-les-Eaux
Riel-les-Eaux est une commune française située dans le département de la Côte-d'Or, en région Bourgogne-Franche-Comté.

## Géographie
Riel-les-Eaux occupe une superficie de 25,8 km2 à une altitude située entre 202 et 334 mètres.

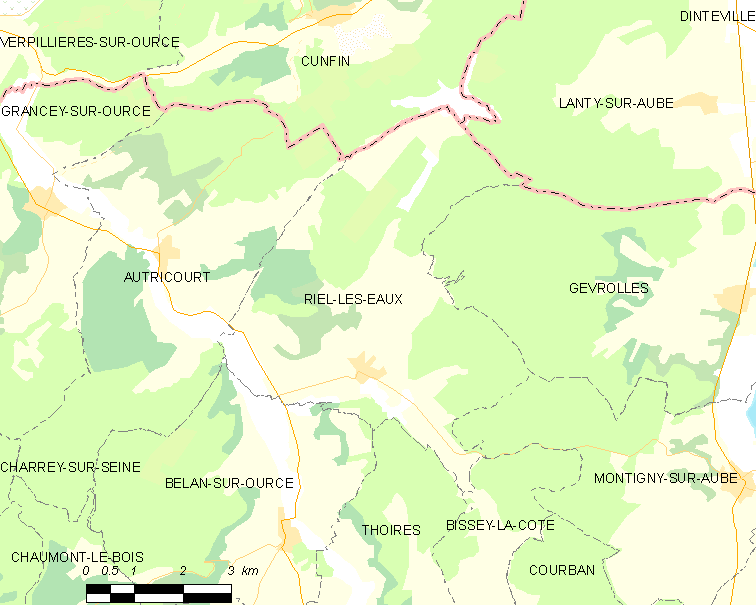

### Hydrographie
L'Ource, le ruisseau des Ainguets, le ruisseau de Beaumont… sont les principaux cours d'eau parcourant la commune.

### Climat
Pour des articles plus généraux, voir Climat de la Bourgogne-Franche-Comté et Climat de la Côte-d'Or.
En 2010, le climat de la commune est de type climat des marges montargnardes, selon une étude du Centre national de la recherche scientifique s'appuyant sur une série de données couvrant la période 1971-2000. En 2020, Météo-France publie une typologie des climats de la France métropolitaine dans laquelle la commune est exposée à un climat océanique altéré et est dans la région climatique  Lorraine, plateau de Langres, Morvan, caractérisée par un hiver rude (1,5 °C), des vents modérés et des brouillards fréquents en automne et hiver. 
Pour la période 1971-2000, la température annuelle moyenne est de 10,3 °C, avec une amplitude thermique annuelle de 16,5 °C. Le cumul annuel moyen de précipitations est de 884 mm, avec 12,4 jours de précipitations en janvier et 8,7 jours en juillet. Pour la période 1991-2020, la température moyenne annuelle observée sur la station météorologique de Météo-France la plus proche, « Cunfin_sapc », sur la commune de Cunfin à 7 km à vol d'oiseau, est de 11,0 °C et le cumul annuel moyen de précipitations est de 900,4 mm,. Pour l'avenir, les paramètres climatiques de la commune estimés pour 2050 selon différents scénarios d'émission de gaz à effet de serre sont consultables sur un site dédié publié par Météo-France en novembre 2022.

## Urbanisme

### Typologie
Au 1er janvier 2024, Riel-les-Eaux est catégorisée commune rurale à habitat dispersé, selon la nouvelle grille communale de densité à 7 niveaux définie par l'Insee en 2022.
Elle est située hors unité urbaine. Par ailleurs la commune fait partie de l'aire d'attraction de Châtillon-sur-Seine, dont elle est une commune de la couronne,. Cette aire, qui regroupe 60 communes, est catégorisée dans les aires de moins de 50 000 habitants,.

### Occupation des sols
L'occupation des sols de la commune, telle qu'elle ressort de la base de données européenne d’occupation biophysique des sols Corine Land Cover (CLC), est marquée par l'importance des forêts et milieux semi-naturels (50,7 % en 2018), une proportion identique à celle de 1990 (50,7 %). La répartition détaillée en 2018 est la suivante : forêts (50,2 %), terres arables (42,7 %), prairies (5,6 %), zones urbanisées (1 %), milieux à végétation arbustive et/ou herbacée (0,6 %). L'évolution de l’occupation des sols de la commune et de ses infrastructures peut être observée sur les différentes représentations cartographiques du territoire : la carte de Cassini (XVIIIe siècle), la carte d'état-major (1820-1866) et les cartes ou photos aériennes de l'IGN pour la période actuelle (1950 à aujourd'hui).

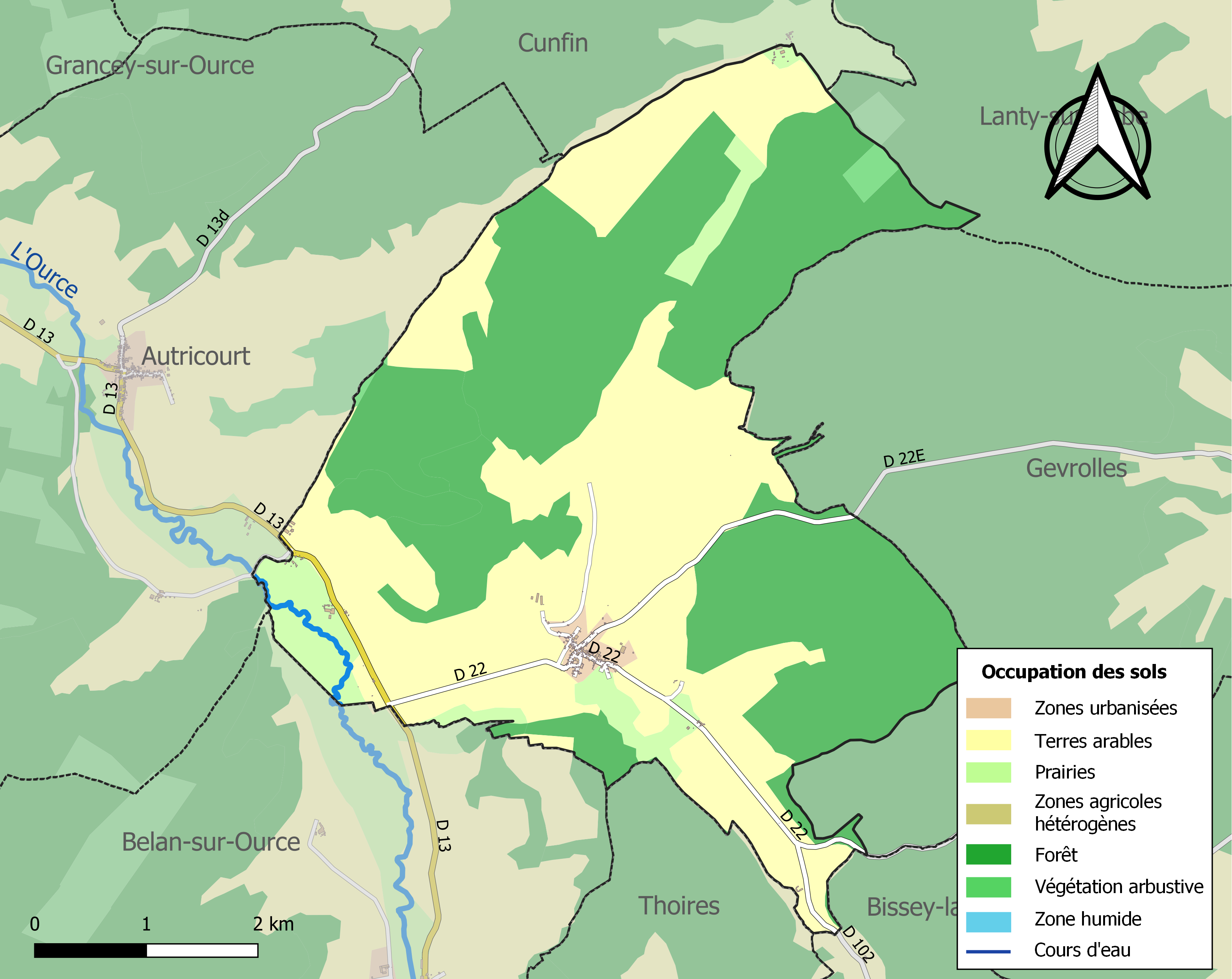
Carte des infrastructures et de l'occupation des sols de la commune en 2018 (CLC).

## Toponymie
Selon Maurice Tynturié, qui publie en 1855 une notice historique sur la région châtillonnaise, Riel s'écrivait anciennement Riel-les-Aulx (Riellium de Alliis), la déformation les-Eaux étant postérieure.

## Histoire

### Moyen Âge
L'identification du territoire avec ses nombreux écarts est très complexe :
- le chef lieu ainsi que Champigny-la-Ville sont bourguignons, du bailliage de Bar-sur-Seine ;
- au sud-est Riel-Dessus est champenois, du bailliage de Troyes avec une motte castrale encore bien visible ;
- au nord, Beaumont est une grange de l'abbaye de Clairvaux dès 1200 alors qu'à la Combe aux Nonnes, Blanchevaux est une grange de l'abbaye de Jully puis de l'Molesme ;
- à Champigny, sur l'Ource, la Forge et la Grange sont à Clairvaux et à Val-de-Nuit la grange appartient à l'abbaye Notre-Dame de Châtillon[13].

### Époque moderne
En 1500, Riel s'appelle encore Riel-les-Hauts. L'ensemble de la seigneurie revient à l'abbaye de Clairvaux en 1657.

## Politique et administration

### Liste des maires
| Période                                  | Période   | Identité       | Étiquette | Qualité                          |
| ---------------------------------------- | --------- | -------------- | --------- | -------------------------------- |
| Les données manquantes sont à compléter. |           |                |           |                                  |
| mars 2001                                | mars 2014 | Jean Mikolajek |           |                                  |
| mars 2014                                | En cours  | Marc Stivalet  |           | Retraité de la fonction publique |

### Rattachements administratifs et électoraux
Riel-les-Eaux appartient :
- à l'arrondissement de Montbard,
- au canton de Châtillon-sur-Seine et
- à la communauté de communes du Pays Châtillonnais.

## Démographie
L'évolution du nombre d'habitants est connue à travers les recensements de la population effectués dans la commune depuis 1793. Pour les communes de moins de 10 000 habitants, une enquête de recensement portant sur toute la population est réalisée tous les cinq ans, les populations de référence des années intermédiaires étant quant à elles estimées par interpolation ou extrapolation. Pour la commune, le premier recensement exhaustif entrant dans le cadre du nouveau dispositif a été réalisé en 2005.

En 2022, la commune comptait 93 habitants, en stagnation par rapport à 2016 (Côte-d'Or : +0,82 %, France hors Mayotte : +2,11 %).
| 1793 | 1800 | 1806 | 1821 | 1836 | 1841 | 1846 | 1851 | 1856 |
| ---- | ---- | ---- | ---- | ---- | ---- | ---- | ---- | ---- |
| 484  | 495  | 496  | 514  | 562  | 595  | 553  | 529  | 507  |

| 1861 | 1866 | 1872 | 1876 | 1881 | 1886 | 1891 | 1896 | 1901 |
| ---- | ---- | ---- | ---- | ---- | ---- | ---- | ---- | ---- |
| 506  | 410  | 410  | 377  | 364  | 343  | 361  | 319  | 304  |

| 1906 | 1911 | 1921 | 1926 | 1931 | 1936 | 1946 | 1954 | 1962 |
| ---- | ---- | ---- | ---- | ---- | ---- | ---- | ---- | ---- |
| 280  | 266  | 203  | 237  | 243  | 181  | 199  | 146  | 149  |

| 1968 | 1975 | 1982 | 1990 | 1999 | 2005 | 2006 | 2010 | 2015 |
| ---- | ---- | ---- | ---- | ---- | ---- | ---- | ---- | ---- |
| 117  | 105  | 106  | 94   | 96   | 75   | 74   | 84   | 92   |

| 2020 | 2022 | - | - | - | - | - | - | - |
| ---- | ---- | - | - | - | - | - | - | - |
| 91   | 93   | - | - | - | - | - | - | - |

## Culture locale et patrimoine

### Lieux et monuments
- La grange de Beaumont  Inscrit MH (1991)[19]. Depuis Riel le domaine de Beaumont n'est accessible par la route que par Autricourt et Cunfin (Aube).
- L'église Saint-Bernard du XVe siècle abrite un reliquaire du saint protecteur du XVIe siècle, deux statues en bois polychrome du XVIIe siècle, saint Robert et saint Roch, une Vierge à l'Enfant et un saint évêque du XVIIIe siècle[20].
- D'anciennes sablières ont été réhabilitées en plan d'eau pour la baignade et une réserve de pêche[21].

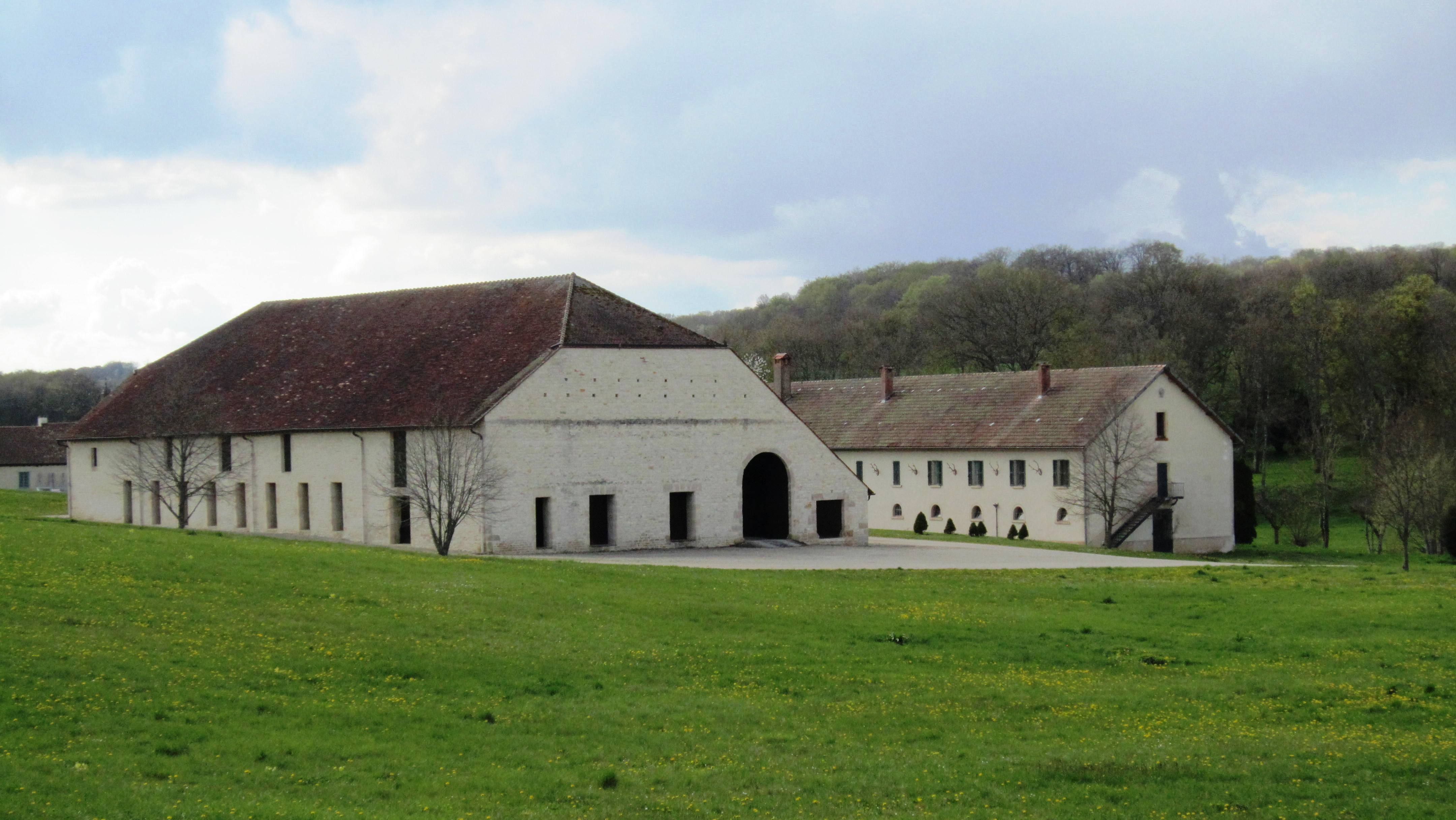
Grange de Beaumont.
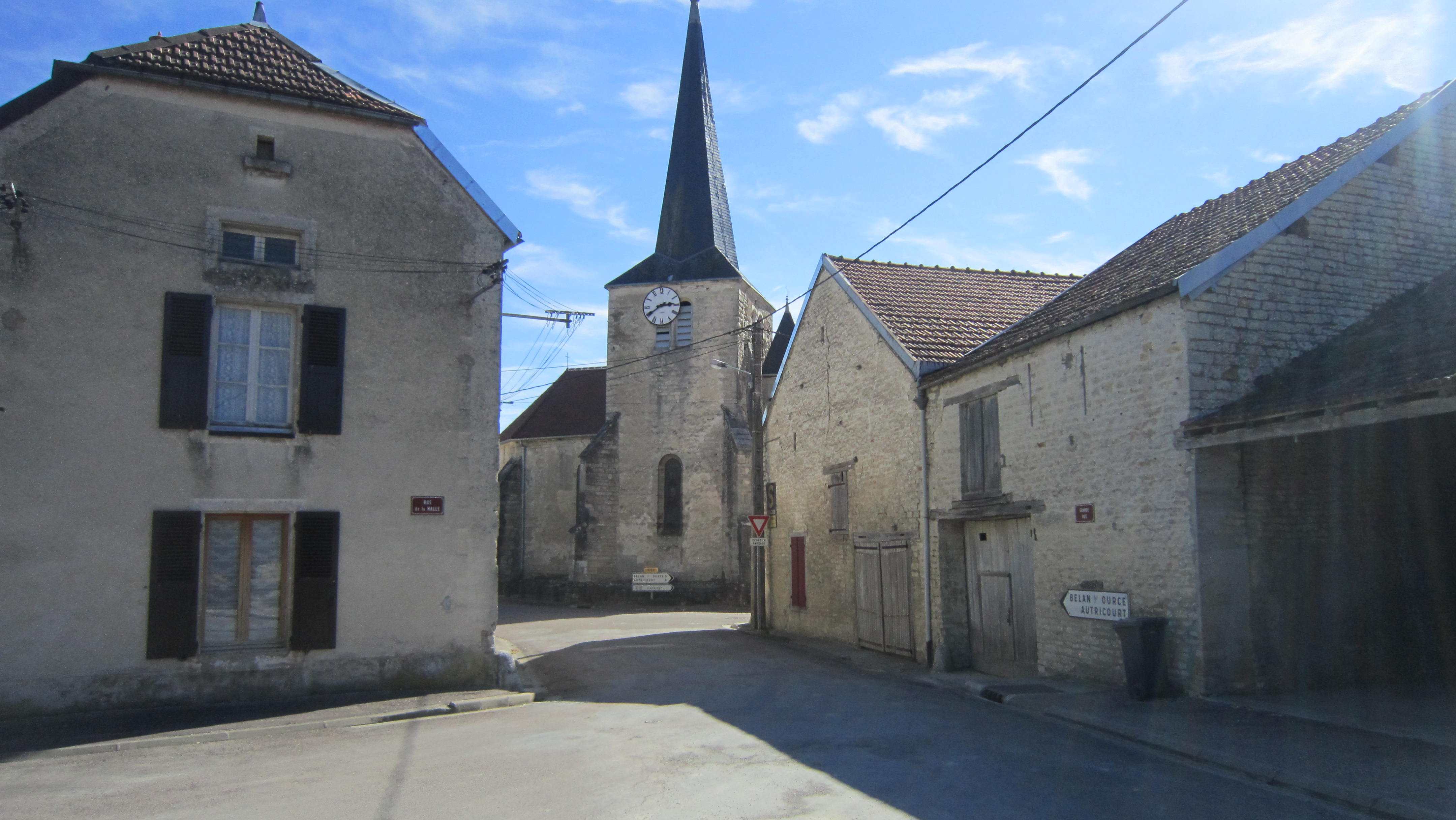
L'église Saint-Bernard.
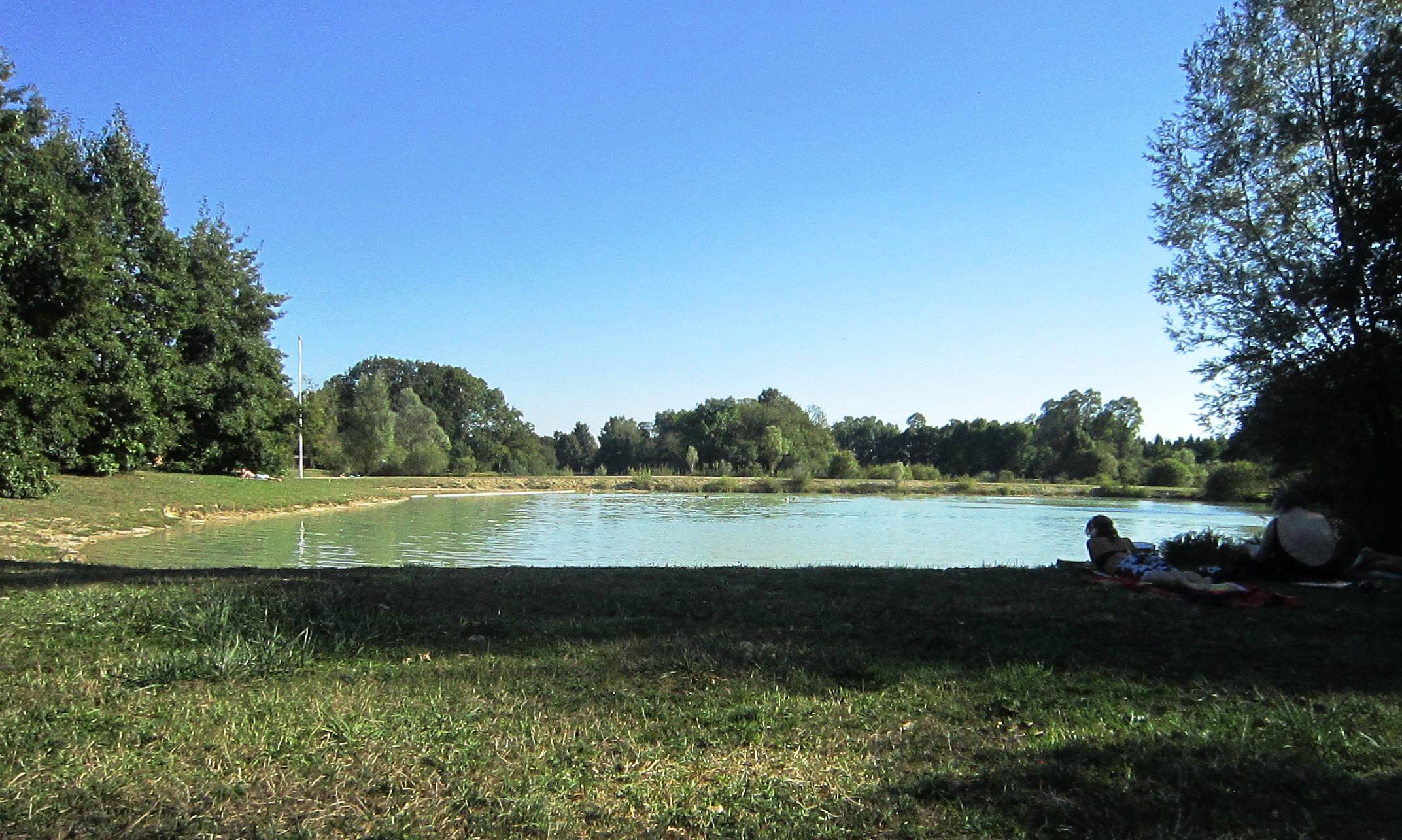
Plan d'eau de Riel-les-Eaux.

### Personnalités liées à la commune
- Eugène Belgrand (1810-1878), ingénieur géologue créateur des égouts de Paris sous le baron Haussmann, était propriétaire du château de Champigny et d'une ferme dans le hameau de Champigny sur la commune de Riel-les-Eaux.